# Islamiska konferensorganisationen

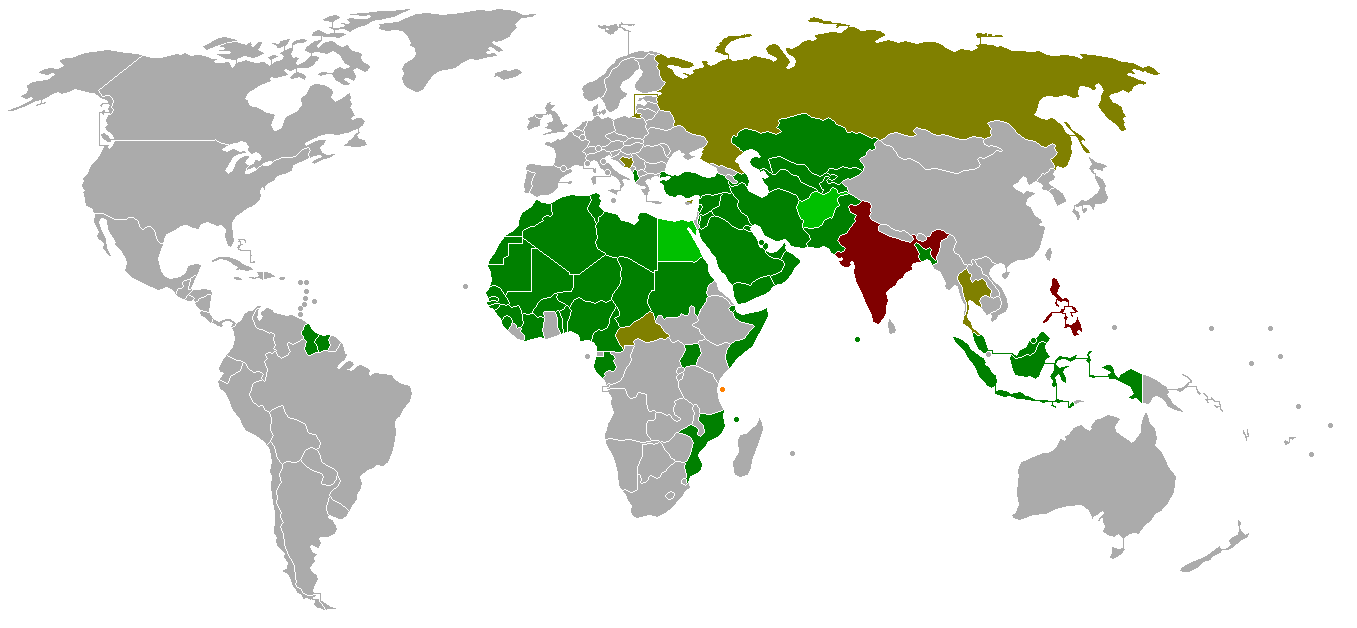
Medlemsländer:
Medlemsland
Medlemsland som varit tillfälligt avstängd
Har lämnat organisationen
Observatör
Har försökt bli medlem

Islamiska samarbetsorganisationen (Engelska: Organisation of Islamic Cooperation, OIC), tidigare kallad Islamiska konferensorganisationen, är ett samarbetsorgan för muslimska stater. Initiativet till organisationen togs år 1969 vid ett toppmöte i Rabat, Marocko. OIC har 57 medlemmar och associerade (2007). Verksamheten består av toppmöten för statscheferna och ofta förekommande fackministermöten. Ett permanent sekretariat finns i Jidda, Saudiarabien.
Organisationen motiveras utifrån den historiska och kulturella samhörigheten mellan muslimska länder. Den förutsätter däremot inte ideologisk (eller teologisk) gemenskap. Medlemsstaterna behåller sin suveränitet och sitt politiska system, och organisationen kan inte fatta för medlemsstaterna bindande beslut. Inom dess ram har andra samarbetsorgan skapats, till exempel Islamiska utvecklingsbanken. OIC fungerar också som forum för medling i konflikter i den muslimska världen.
OIC kritiserades av flera muslimska organisationer och internationella människorättsorganisationer för en resolution 2019 i vilken OIC berömde Kina för hur landet behandlar den muslimska befolkningen i landet, trots den vetskap som fanns om folkmordet på uigurerna.:20m43s
I samband med reaktionerna på koranbränningar i Sverige 2023 sökte SVT utan framgång organisationen för att fråga varför koranbränningarna hade fördömts men inte det som sker i Kina.:23m6s

## Medlemsländer
| Länder med fullt medlemskap  | Länder med fullt medlemskap |
| Land                         | År                          |
| ---------------------------- | --------------------------- |
| Afghanistan                  | 1969                        |
| Algeriet                     | 1969                        |
| Tchad                        | 1969                        |
| Egypten                      | 1969                        |
| Guinea                       | 1969                        |
| Indonesien                   | 1969                        |
| Iran                         | 1969                        |
| Jordanien                    | 1969                        |
| Kuwait                       | 1969                        |
| Libanon                      | 1969                        |
| Libyen                       | 1969                        |
| Malaysia                     | 1969                        |
| Mali                         | 1969                        |
| Mauretanien                  | 1969                        |
| Marocko                      | 1969                        |
| Nigeria                      | 1969                        |
| Pakistan                     | 1969                        |
| Palestina                    | 1969                        |
| Jemen                        | 1969                        |
| Saudiarabien                 | 1969                        |
| Senegal                      | 1969                        |
| Sudan                        | 1969                        |
| Somalia                      | 1969                        |
| Tunisien                     | 1969                        |
| Turkiet                      | 1969                        |
| Bahrain                      | 1970                        |
| Oman                         | 1970                        |
| Qatar                        | 1970                        |
| Syrien                       | 1970                        |
| Förenade arabemiraten        | 1970                        |
| Sierra Leone                 | 1972                        |
| Bangladesh                   | 1974                        |
| Gabon                        | 1974                        |
| Gambia                       | 1974                        |
| Guinea-Bissau                | 1974                        |
| Uganda                       | 1974                        |
| Burkina Faso                 | 1975                        |
| Kamerun                      | 1975                        |
| Komorerna                    | 1976                        |
| Irak                         | 1976                        |
| Maldiverna                   | 1976                        |
| Djibouti                     | 1978                        |
| Benin                        | 1982                        |
| Brunei                       | 1984                        |
| Nigeria                      | 1986                        |
| Azerbajdzjan                 | 1991                        |
| Albanien                     | 1992                        |
| Kirgizistan                  | 1992                        |
| Tadzjikistan                 | 1992                        |
| Turkmenistan                 | 1992                        |
| Moçambique                   | 1994                        |
| Kazakstan                    | 1995                        |
| Uzbekistan                   | 1995                        |
| Surinam                      | 1996                        |
| Togo                         | 1997                        |
| Guyana                       | 1998                        |
| Elfenbenskusten              | 2001                        |
| Länder med observatörsstatus |                             |
| Land                         | År                          |
| Bosnien och Hercegovina      | 1994                        |
| Centralafrikanska republiken | 1997                        |
| Nordcypern                   | 1979                        |
| Thailand                     | 1998                        |
| Ryssland                     | 2005                        |